# Val Kilmer
Val Edward Kilmer (Los Angeles, 31 de dezembro de 1959 – Los Angeles, 1 de abril de 2025) foi um ator norte-americano. Originalmente do teatro, tornou-se popular em meados da década de 1980 após estrelar vários filmes de comédia, começando com Top Secret! (1984) e Real Genius (1985). Também estrelou filmes de ação, incluindo um papel secundário em Top Gun - Ases Indomáveis (1986) e um papel maior em Willow (1988).
Durante a década de 1990, Kilmer ganhou o respeito crítico após estrelar vários filmes que também foram bem sucedidos comercialmente, incluindo seu papel como Jim Morrison em The Doors (1991), Doc Holliday em Tombstone (1993), Batman em Batman Forever (1995), Chris Shiherlis em Heat (1995), Cel. John Henry Patterson em The Ghost and the Darkness (1996), Simon Templar em The Saint (1997) e Moisés em The Prince of Egypt (1998). Durante o início da década de 2000, Kilmer estrelou vários papéis que também foram bem recebidos, incluindo The Salton Sea, Spartan, Kiss Kiss Bang Bang, e dublou a voz de KITT em Knight Rider.
Em 2020 ele lançou seu primeiro livro de memórias, "I'm Your Huckleberry", onde fala sobre sua luta contra o câncer e sobre os relacionamentos com atrizes famosas.

## Biografia
Kilmer nasceu em Los Angeles, na Califórnia, filho de Gladys e Eugene Kilmer, um distribuidor de equipamentos aeroespaciais e promotor imobiliário. O avô de Kilmer era um minerador de ouro em Novo México. Kilmer era de ascendência alemã, sueca, irlandesa, e cherokee. Cresceu em Vale de São Fernando com seus dois irmãos, o mais velho Mark e o mais novo Wesley (que morreu com 15 anos, por um ataque epilético em uma piscina). Foi criado por um cientista cristão, estudou na Universidade de Chatsworth, em San Fernando Valley, onde foi colega de Kevin Spacey e Mare Winningham, e também participou da Escola Profissional de Hollywood. Também frequentou uma escola sobre ciência cristã em Los Angeles, desde a creche à formatura do 9º ano. Aos 17 anos, era o mais jovem aceito no programa de drama Juilliard School. Ele estava no grupo 10 da divisão de drama.

## Carreira
Começou no cinema em filmes como Top Secret e Academia de Gênios.
Despontou ao sucesso como coadjuvante no filme Top Gun - Ases Indomáveis, mas seu grande momento foi ao interpretar, com perfeição, o lendário Jim Morrison, vocalista e compositor da banda The Doors, no filme The Doors, de Oliver Stone, de 1991.
Fez muitos filmes de aventura, e em dois deles interpretou famosos heróis de quadrinhos: Batman em Batman Forever e Simon Templar em O Santo.
Apesar de preferir o teatro às telonas, ganhou bastante reconhecimento pelos filmes na década de 1990. O ator escreveu e dirigiu um vídeo-documentário sobre armas nucleares chamado Journey to Victory. Apesar do tema pesado, Kilmer diz que seu trabalho fala, basicamente, sobre pessoas, seus medos e esperanças, em relação ao futuro.
Ao longo da década de 2000, a carreira de Kilmer pareceu entrar em colapso. Seus filmes foram lançados diretamente em DVD, e ele não mais era protagonista. A prova de seu declínio foi um papel pequeno em Abelar: Tales of an Ancient Empire, dirigido por Albert Pyun.

## Vida pessoal
Ao contrário do que se pensa, Val não era apelido ou abreviação de outro nome. Seu pai, Eugene, era proprietário de uma distribuidora de equipamentos aeroespaciais e promotor imobiliário, onde um de seus sócios era vice-presidente e se chamava Val. Ele gostou tanto do nome que resolveu dar o mesmo ao seu filho.
Na infância, em Los Angeles, o pequeno Val morava perto da casa de Roy Rogers e Dale Evans. Um belo dia, o menino resolveu ir tocar na casa dos vizinhos.
Em seu casamento com Joanne Whalley, o ator teve dois filhos: Mercedes, nascida em 1992, e Jack, de 1995.
Sempre que podia, Kilmer ajudava ONGs cujas causas achava justas, como a Habitat para a Humanidade, a AmeriCares, e a Wildlife Center.
Quando estava na Juilliard, Val recebeu a notícia de que seu irmão mais novo, Wesley, havia morrido. Ele diz que o caçula dos Kilmer era um rapaz único no universo. O que aprendeu com a morte dele foi ver todos os talentos e qualidades contidos naquela pessoa única no mundo. Que deve procurar essas qualidades em si mesmo, respeitando-as e cultivando-as.

## Doença e morte
Em outubro de 2016, o ator Michael Douglas declarou que Kilmer, seu amigo de longa data, estava com câncer. Alguns dias depois, Val Kilmer chegou a desmentir o boato, afirmando que estava livre de qualquer doença. Posteriormente, o ator confirmou estar se tratando do câncer, embora não tenha especificado de qual tipo era.
Ele sofreu de câncer de garganta, e em 21 de abril de 2020 deu uma rara entrevista ao programa Good Morning America, na qual falou sobre a traqueostomia que o ajudava a respirar. O ator disse também que se sentia bem melhor do que parecia.
Val Kilmer morreu no dia 1 de abril de 2025, aos 65 anos, em Los Angeles, devido a uma pneumonia.

## Filmografia

### Cinema
| Ano  | Título em português                 | Título original                                          | Personagem                   | Diretor                                     |
| ---- | ----------------------------------- | -------------------------------------------------------- | ---------------------------- | ------------------------------------------- |
| 1984 | Top Secret! Superconfidencial       | Top Secret!                                              | Nick Rivers                  | Jerry Zucker, David Zucker e Jim Abrahams   |
| 1985 | Academia de Gênios                  | Real Genius                                              | Chris Knight                 | Martha Coolidge                             |
| 1986 | Top Gun - Ases Indomáveis           | Top Gun                                                  | Tom "Iceman" Kazanski        | Tony Scott                                  |
| 1987 | Mil Elos - O Preço da Liberdade     | The Man Who Broke 1,000 Chains                           | -                            | Daniel Mann, Michael Campus                 |
| 1988 | Willow - Na Terra da Magia          | Willow                                                   | Madmartigan                  | Ron Howard                                  |
| 1989 | Mate-me Outra Vez                   | Kill me Again                                            | Jack Andrews                 | John Dahl                                   |
| 1991 | The Doors                           | The Doors                                                | Jim Morrison                 | Oliver Stone                                |
| 1992 | Coração de Trovão                   | Thunderheart                                             | Ray Levoi                    | Michael Apted                               |
| 1993 | Amor a Queima-Roupa                 | True Romance                                             | Elvis                        | Tony Scott                                  |
| 1993 | O Grande Assalto                    | The Real McCoy                                           | J. T. Barker                 | Russell Mulcahy                             |
| 1993 | Tombstone - A Justiça está Chegando | Tombstone                                                | Doc Holliday                 | George Pan Cosmatos                         |
| 1995 | Batman Eternamente                  | Batman Forever                                           | Bruce Wayne e Batman         | Joel Schumacher                             |
| 1995 | Fogo Contra Fogo                    | Heat                                                     | Chris Shiherlis              | Michael Mann                                |
| 1995 | Wings of Courage                    | Wings of Courage                                         | Jean Mermoz                  | Jean-Jacques Annaud                         |
| 1996 | A Ilha do Dr. Moreau                | The Island of Dr. Moreau                                 | Montgomery                   | John Frankenheimer                          |
| 1996 | Mórbido Amor                        | Dead Girl                                                | Dr. Dark                     | Adam Coleman Howard                         |
| 1996 | A Sombra e a Escuridão              | The Ghost and the Darkness                               | John Henry Patterson         | Stephen Hopkins                             |
| 1997 | O Santo                             | The Saint                                                | Simon Templar                | Phillip Noyce                               |
| 1998 | O Príncipe do Egito                 | The Prince of Egypt                                      | Moisés e Deus (vozes)        | Brenda Chapman, Simon Wells e Steve Hickner |
| 1999 | Joe the King                        | Joe the King                                             | Bob Henry                    | Frank Whaley                                |
| 1999 | À Primeira Vista                    | At First Sight                                           | Virgil Adamson               | Irwin Winkler                               |
| 2000 | O Planeta Vermelho                  | Red Planet                                               | Robby Gallagher              | Antony Hoffman                              |
| 2000 | Pollock                             | Pollock                                                  | Willem DeKooning             | Ed Harris                                   |
| 2002 | Dinheiro Sujo                       | Hard Cash                                                | Agente Mark C. Cornell       | Predrag Antonijevic                         |
| 2002 | A Sombra de Um Homem                | The Salton Sea                                           | Danny Parker e Tom Van Allen | D.J. Caruso                                 |
| 2003 | Desaparecidas                       | The Missing                                              | Tenente Jim Ducharme         | Ron Howard                                  |
| 2003 | Crimes em Wonderland                | Wonderland                                               | John Holmes                  | James Cox                                   |
| 2003 | O Cavaleiro e o Dragão              | George and the Dragon                                    | Não creditado                | Tom Reeve                                   |
| 2003 | A Máscara do Anonimato              | Masked and Anonymous                                     | Animal Wrangler              | Larry Charles                               |
| 2004 | O Assassino do Presidente           | Blind Horizon                                            | Frank Kavanaugh              | Michael Haussman                            |
| 2004 | Perfeitos no Amor                   | Stateside                                                | Instrutor Skeer              | Reverge Anselmo                             |
| 2004 | Alexandre, o Grande                 | Alexander                                                | Rei Felipe                   | Oliver Stone                                |
| 2004 | Spartan                             | Spartan                                                  | Scott                        | David Mamet                                 |
| 2004 | Caçadores de Mentes                 | Mindhunters                                              | Jake Harris                  | Renny Harlin                                |
| 2005 | Beijos e Tiros                      | Kiss Kiss, Bang Bang                                     | Gay Perry                    | Shane Black                                 |
| 2006 | Uma cabeça a prêmio                 | Summer Love                                              | The Wanted Man               | Piotr Uklanski                              |
| 2006 | Cidade Sombria                      | Moscow Zero                                              | Andrey                       | María Lidón                                 |
| 2006 | O Bairro da Máfia                   | 10th & Wolf                                              | Murtha                       | Bobby Moresco                               |
| 2006 | Jogando Sujo                        | Played                                                   | Dillon                       | Sean Stanek                                 |
| 2006 | Os Dez mandamentos: O Musical       | The Ten Commandments: The Musical                        | Moisés                       | Robert Iscove                               |
| 2006 | Déjà Vu                             | Déjà Vu                                                  | Agente Pryzwarra             | Tony Scott                                  |
| 2007 | Em Busca da felicidade              | Have Dreams, Will Travel / A West texas children's story | Handerson                    | Brad Isaacs                                 |
| 2007 | Delgo                               | Delgo                                                    | Bogardus (voz)               | Mark F. Adler e Jason Maurer                |
| 2008 | Conspiração                         | Conspiracy                                               | MacPherson                   | Adam Marcus                                 |
| 2008 | Um Dia de Sorte                     | Columbus Day                                             | John                         | Charles Burmeister                          |
| 2008 | Felon                               | Felon                                                    | John Smith                   | Ric Roman Waugh                             |
| 2009 | Ruas de Sangue                      | Streets of Blood                                         | Andy Devereaux               | Charles Winkler                             |
| 2009 | Invasor de Mentes                   | Hardwired                                                | -                            | Ernie Barbarash                             |
| 2009 | Vicio Frenético                     | Bad Lieutenant: Port of Call New Orleans                 | Stevie Pruit                 | Werner Herzog                               |
| 2009 | Contaminação                        | The Thaw                                                 | Dr. David Kruipen            | Mark A. Lewis                               |
| 2009 | Alta Temperatura                    | The Chaos Experiment                                     | Jimmy                        | Val Kilmer                                  |
| 2010 | MacGruber                           | MacGruber                                                | Dieter Von Cunth             | Jorma Taccone                               |
| 2010 | Dupla identidade                    | Fake Identity                                            | Dr. Nicholas Pinter          | Dennis Dimster                              |
| 2010 | Rei das armas                       | Gun                                                      | Angel                        | Jessy Terrero                               |
| 2011 | O Retorno de Bloodworth             | Bloodworth                                               | Warren Blodworth             | Shane Dax Taylor                            |
| 2012 | Sete Almas                          | Seven Below                                              | McCormick                    | Kevin Carraway                              |
| 2012 | Twixt                               | Twixt                                                    | Hall Baltimore               | Francis Ford Coppola                        |
| 2017 | Boneco de Neve                      | The Snowman                                              | Gert Rafto                   | Tomas Alfredson                             |
| 2018 | The Super                           | The Super                                                | Walter                       | Stephan Rick                                |
| 2022 | Top Gun Maverick                    | Top Gun: Maverick                                        | Tom "Iceman" Kazanski        | Joseph Kosinski                             |

### Televisão
| Ano       | Título em português             | Título original                | Personagem                                           |
| --------- | ------------------------------- | ------------------------------ | ---------------------------------------------------- |
| 1985      | -                               | One Too Many                   | After School Special                                 |
| 1986      | Os Assassinatos da Rua Morgue   | The Murders in the Rue Morgue  | -                                                    |
| 1987      | Mil Elos - O Preço da Liberdade | The Man Who Broke 1,000 Chains | -                                                    |
| 1989      | Billy the Kid - A Lenda         | Billy the Kid                  | William Bonney                                       |
| 2007      | NUMB3RS                         | NUMB3RS                        | Mason Lancer (Participação no capítulo Trust Metric) |
| 2007      | -                               | Comanche Moon                  | Inish Scull                                          |
| 2008      | A Nova Supermáquina             | Knight Rider                   | KITT (Voz)                                           |
| 2008-2009 | -                               | XIII - The Conspiracy          | Mongoose                                             |

## Prêmios e indicações

### The Saturn Awards
- 2006 - Indicado melhor Ator (coadjuvante/secundário), por "Kiss Kiss Bang Bang"
- 1996 - Indicado melhor Ator (coadjuvante/secundário), por "Heat"

### Satellite Awards
- 2005 - Melhor Ator (coadjuvante/secundário) em comédia/musical, por "Kiss Kiss Bang Bang"

### MTV Movie Awards
- 1996 - Indicado Homem mais desejado, por "Batman Forever"
- 1996 - Indicado Homem mais desejado, por "Heat"
- 1994 - Indicado melhor performance masculina, por "Tombstone"
- 1994 - Indicado Homem mais desejado, por "Tombstone"
- 1991 - Indicado melhor performance masculina, por "The Doors"

### Framboesa de Ouro
- 2005 - Indicado pior Ator (coadjuvante/secundário), por "Alexander"
- 1998 - Indicado pior ator, por "The Saint"
- 1997 - Indicado pior Ator (coadjuvante/secundário), por "The Ghost and the Darkness"
- 1997 - Indicado pior Ator (coadjuvante/secundário), por "The Island of Dr. Moreau"